# Tutto in 24 ore
Tutto in 24 ore (The Layover) è uno show culinario presentato da Anthony Bourdain, in onda sul canale satellitare Discovery Travel & Living.
Lo show presentato il 21 novembre 2011 in un episodio pilota con soggetto la città di Singapore. Il format del programma è basato su ciò che il turista può fare, mangiare, visitare in ventiquattro ore nella città presa in considerazione.
Ogni episodio inizia con il presentatore che arriva in città, con l'orologio che segna l'inizio del countdown.